# YouTube Rewind
YouTube Rewind — серія відеороликів, зроблених, створених і завантажених на YouTube на офіційний канал. Це відеоогляд найпопулярніших відео на YouTube за останній рік. Щороку кількість знаменитостей на YouTube Rewind збільшується. Останнє відео було додане 6 грудня 2018 року, отримавши шалену критику від критиків та ютуб-спільноти. Даний провал вилився у новий історичний максимум поставлених дизлайків відео (15 млн станом на 5 лютого 2019 р., через що розробники YouTube вирішили створити обмеження перед тим, як поставити дизлайк. 

## Відео-серії
| Відео                                                               | Дата завантаження | Перегляди (млн) | Вподобання («лайки») (тис) | Антипатії («дизлайки») (тис) | Відсоток вподобань |
| ------------------------------------------------------------------- | ----------------- | --------------- | -------------------------- | ---------------------------- | ------------------ |
| «YouTube Rewind 2010: Year in Review»                               | 13 грудня 2010    | 7               | 53                         | 4                            | 92%                |
| «YouTube Rewind 2011»                                               | 20 грудня 2011    | 11              | 90                         | 85                           | 51,43%             |
| «Rewind YouTube Style 2012»                                         | 17 грудня 2012    | 190             | 1300                       | 82                           | 94,07%             |
| «YouTube Rewind: What Does 2013 Say?»                               | 11 грудня 2013    | 131             | 1400                       | 77                           | 94,79%             |
| «YouTube Rewind: Turn Down for 2014»                                | 9 грудня 2014     | 130             | 1500                       | 76                           | 95,18%             |
| «YouTube Rewind: Now Watch Me 2015» \| «#YouTubeRewind»             | 9 грудня 2015     | 147             | 2700                       | 198                          | 93,17%             |
| "YouTube Rewind: The Ultimate 2016 Challenge" \| "#YouTubeRewind"   | 7 грудня 2016     | 230             | 3600                       | 546                          | 86,83%             |
| «YouTube Rewind: The Shape of 2017» \| «#YouTubeRewind»             | 6 грудня 2017     | 221             | 4100                       | 2100                         | 66,13%             |
| «YouTube Rewind 2018: Everyone Controls Rewind» \| «#YouTubeRewind» | 6 грудня 2018     | 164             | 2500                       | 15000                        | 14,29%             |
| Всього                                                              | —                 | 1231            | 17243                      | 18168                        | 48,69%             |
| Станом на 5 лютого 2019                                             |                   |                 |                            |                              |                    |